# Jenny de la Torre Castro
Jenny de la Torre Castro (provincia de Nazca, Perú, 1954-10 de junio de 2025) fue una médica germano-peruana; fundadora de la Fundación Jenny de la Torre (Jenny De la Torre Stiftung) para atender a personas desamparadas o sin hogar en Berlín (Alemania).

## Biografía
Jenny de la Torre Castro creció en la ciudad de Nasca, al sur de Lima. Tenía siete años de edad cuando su madre enfermó gravemente y el único médico de la cercanía interrumpió los cuidados para atender otra llamada de emergencia. Fue cuando decidió ser médica.
En 1973 inició los estudios de medicina en la Universidad Nacional San Luis Gonzaga de Ica, Perú. Tan solo un año más tarde obtuvo una beca para continuar sus estudios de medicina en la República Democrática Alemana, los que pudo continuar apenas en 1977 en la Universidad de Leipzig. En 1983 obtuvo la calificación de formación médica de cirujana infantil en el hospital de Berlín Beliner Charité.
En 1986 nació su primer hijo. Poco después regresó a Perú para ejercer su profesión, pero no pudo hacerlo porque sus estudios no eran reconocidos y los trámites burocráticos tardarían varios años. Regresó a Alemania y en 1990 obtuvo el doctorado como médica especialista. Volvió a Perú nuevamente, pero se repite la historia y sus estudios de médica especialista no fueron reconocidos, por lo que regresó a Alemania donde trabaja en diferentes clínicas desde 1991.
Desde 1998 es profesora huésped del hospital Berliner Charité. En 2002, con el dinero de un premio, creó la Fundación Jenny de la Torre Stifftung. En 2003 renunció a su trabajo y desde entonces de dedica al trabajo de la fundación. Desde 2004 construye un hospital para atender a desamparados en el centro de Berlín, que se inauguró el 6 de septiembre de 2006.

## Compromisos sociales
En 1992 y 1993 condujo un proyecto para embarazadas que se encontraban en condiciones de pobreza. En 1994 inició sus actividades con una filial de la Cámara Médica de Berlín en la Estación del tren Ostbahnhof para atender a desamparados en un pequeño consultorio. Con el tiempo se hizo conocida popularmente como la doctora de los desamparados. Colegas de la Dra. De la Torre colaboran con atención médica especializada.
El proyecto Consultorio para desamparados alcanzó resonancia internacional, dada la singularidad del mismo. Esto significó viajes, conferencias y entrevistas en los que la Dra. De la Torre solicitaba donativos. En 2002 obtuvo homenajes y se convirtió en embajadora de la Red de Interconexión de la Calidez (Verbundnetz der Wärme), una iniciativa para apoyar a activistas de beneficencia. Con el Premio Goldene Henne pudo iniciar su fundación y empezar su centro de salud, con lo que un sueño se convirtió en realidad. La inauguración tuvo lugar el 6 de septiembre de 2006. En el centro de salud hay además un banco de ropa, un comedor popular (banco de alimentos), así como, atención y ayuda legal y psicológica para desamparados.
Jenny de la Torre define a la persona sin hogar como una enfermedad social y un círculo vicioso, del cual es muy difícil salir.

## Premios y reconocimientos
- 1997 Bundesverdienstkreuz (Cruz de Orden al Mérito) por el presidente de Alemania Roman Herzog
- 1997: Ciudadana honoraria de su ciudad natal Nazca, Perú
- 2002 Die goldene Henne (La gallina de oro)